# 藏茴芹
藏茴芹（学名：Pimpinella tibetanica）是伞形科茴芹属的植物。分布在尼泊尔以及中国大陆的四川、西藏、云南等地，生长于海拔1,200米至2,200米的地区，多生长于草坡以及林缘，目前尚未由人工引种栽培。